# Бейкър Стрийт 221B
Бейкър Стрийт 221B е лондоският адрес на измисления детектив Шерлок Холмс, създаден от писателя сър Артър Конан Дойл. В Обединеното кралство, пощенски адреси с номер, следван от буква могат да бъдат отделен адрес в рамките на една по-голяма, най-често жилищна сграда. Бейкър Стрийт по времето на Холмс е бил жилищен квартал от най-висок клас, и апартамента на Холмс е вероятно е бил част от Георгианска тераса.
Във времето когато са публикувани историите за Шерлок Холмс, адресите на Бейкър Стрийт не достигат номера до 221. Бейкър Стрийт по-късно е разширен и през 1932 г. Аби Нешънъл Билдинг Сосайети (Abbey National Building Society) се преместват в сградите с номера от 219 до 229 на Бейкър Стрийт. В продължение на много години, Аби Нешънъл плащат на секретарка на пълно работно време, която да отговоря на писмата, адресирани до Шерлок Холмс. През 1990 г., синя табела обозначаваща Бейкър Стрийт 221B е сложена на музея на Шерлок Холмс, който се намира на друго място в същата сграда, и оттам започва последвалия 15-годишен спор между Аби Нешънъл и Музея на Шерлок Холмс за правото на получаване на поща, адресирана до Бейкър Стрийт 221B. След прекратяването на дейността на Аби Хаус през 2005 г., притежанието на този адрес от Музея Холмс не е било оспорвано, въпреки разположението, че музея е разположен между номерата 237 и 241 на Бейкър Стрийт.